# Crypsithyris monospila
Crypsithyris monospila är en fjärilsart som beskrevs av Edward Meyrick 1929. Crypsithyris monospila ingår i släktet Crypsithyris och familjen äkta malar. Inga underarter finns listade i Catalogue of Life.